# ناثان هيلي
ناثان هيلي (بالإنجليزية: Nathan Healey)‏ هو لاعب كرة مضرب من أستراليا.

## وصلات خارجية
- ناثان هيلي على موقع رابطة محترفي التنس (الإنجليزية)
- ناثان هيلي على موقع الاتحاد الدولي لكرة المضرب (الإنجليزية)
- ناثان هيلي على موقع اتحاد التنس الأسترالي (الإنجليزية)
- ناثان هيلي على موقع خلاصة التنس.كوم (الإنجليزية)
- ناثان هيلي على موقع إي إس بي إن.كوم (الإنجليزية)
- نتائج أخر مباريات اللاعب
- التصنيف العالمي للاعب